# Balfour Beatty
Balfour Beatty plc er en britisk multinational bygge- og anlægsvirksomhed, der især fokuserer på infrastruktur. I 2021 var det Storbritanniens største entreprenørvirksomhed.
Virksomheden blev etableret i 1909 af George Balfour og Andrew Beatty.